# 张磐石
张磐石（1905年—2000年6月22日），原名潘敬业，曾用名张佩珩。山西寿阳人。中华人民共和国政治人物。

## 生平
曾任北平左翼社会科学家联盟出版部长，北平左翼文化总同盟党团书记，中共天津市委宣传部代理部长。1937年，任冀察抗日游击队战地服务团秘书主任，太行文化教育出版社编辑部长，山西武乡《新华日报》华北版丛书编辑部长，《冀南日报》总编辑，中共中央太行分局干部教育科科长，太行区党委宣传部部长，晋冀鲁豫中央局宣传部副部长兼华北人民日报社社长。1949年后，任中共中央华北局宣传部部长、副书记，华北行政委员会文教委员会主任，新华社华北总分社社长，中共中央宣传部副部长，中共邯郸地委副书记，中华人民共和国林业部副部长。2000年去世。